# Елькина (река)
Елькина — река в России, протекает в Подосиновском районе Кировской области. Устье реки находится в 22 км по правому берегу реки Лунданка. Длина реки составляет 12 км.
Река вытекает из западной части болота Елькино в 5 км к востоку от посёлка Лунданка. Река течёт по ненаселённому лесному массиву среди холмов Северных Увалов, генеральное направление течения — северо-запад, русло сильно извилистое. Впадает в Лунданку на границе с Лузским районом в 8 км к северо-западу от посёлка Лунданка. Ширина реки на всём протяжении не превышает 10 м.

## Данные водного реестра
По данным государственного водного реестра России и геоинформационной системы водохозяйственного районирования территории РФ, подготовленной Федеральным агентством водных ресурсов:
- Бассейновый округ — Двинско-Печорский
- Речной бассейн — Северная Двина
- Речной подбассейн — Малая Северная Двина
- Водохозяйственный участок — Юг
- Код водного объекта — 03020100212103000013232